# Wilderich von Walderdorff

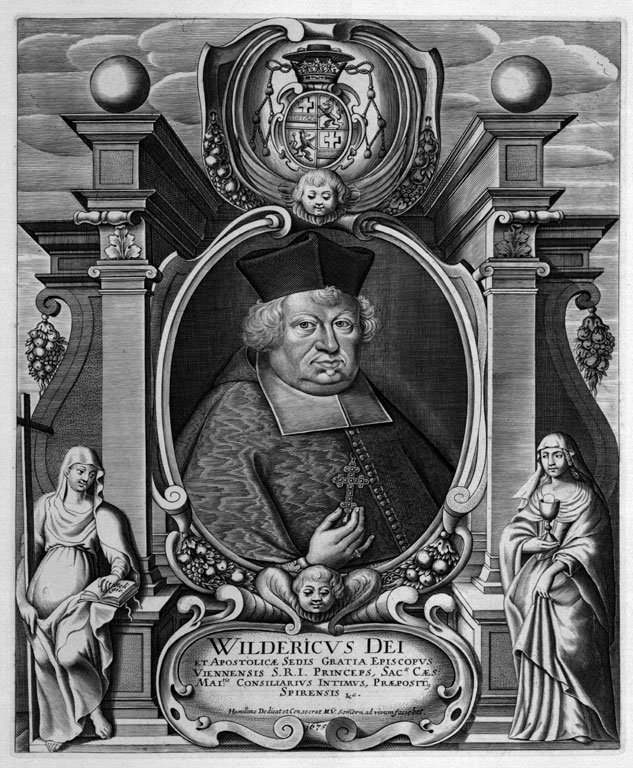
Wilderich von Walderdorff, Bischof von Wien, zeitgenössischer Stich.

Wilderich Freiherr von Walderdorff (* 1617 in Würzburg; † 4. September 1680 in Wien) aus dem Geschlecht derer von Walderdorff war katholischer Fürstbischof der Diözese Wien.

## Leben
Er war der Sohn des Johann Peter von Walderdorff (1575–1635) und dessen Ehefrau Maria Magdalena Greiffenklau von Vollrads (1595–1678), Schwester des Mainzer Erzbischofs Georg Friedrich von Greiffenclau zu Vollrads. Das Epitaph der Eltern befindet sich in der heutigen Stadtkirche von Limburg an der Lahn. Sein jüngerer Bruder Johann Philipp von Walderdorff (1620–1689) war ebenfalls Geistlicher, sowie Domherr in Speyer und Trier. Mit ihm zusammen erbaute er zwischen 1665 und 1668 den Walderdorffer Hof.
Der junge Adelige studierte zunächst in Würzburg, Speyer und am Collegium Germanicum in Rom, ließ sich erst 1659 zum Priester weihen und wurde bald Domherr in Würzburg, Speyer und Mainz. Von 1647 bis 1669 war Walderdorff Generalvikar des Bistums Mainz, ab 1650 Domdekan, später auch Dompropst im Bistum Speyer. Er wurde Geheimer Kaiserlicher Rat und amtierte 11 Jahre lang als Reichsvizekanzler.
Wilderich von Walderdorff erwarb Mitte des 17. Jahrhunderts in Mainz den Stockheimer Hof am damals Frauenbrüderplatz genannten Karmeliterplatz. 1720 erfolgte der Aus- und Umbau zu einem zweigeschossigen Winkelbau mit hohem Walmdach. In die zum Karmeliterplatz orientierte Fassade wurde in der Mitte ein barocker Architekturrahmen eingefügt mit einer Muttergottesfigur auf einer Mondsichel. Der Sockel zeigt zwischen den Familienwappen von Greiffenclau-Vollrads, aus der die Mutter von Wilderich stammte, und von Walderdorff die lateinische Inschrift „SUB TUUM PRAESIDIUM“ (Unter deinem Schutz möge dieses Haus stehen). Die barocke Hofanlage wurde 1942 durch Fliegerbomben weitgehend zerstört.
Kaiser Leopold I. ernannte ihn 1669 zum Bischof von Wien. Wegen seiner Sanftmut und Mildtätigkeit gegenüber Armen war er sehr beliebt. Er bemühte sich um Hebung der Frömmigkeit in seiner Diözese und um die Ausbildung einheimischer Priester.
Eine Wassersucht veranlasste ihn 1674, den Schottenabt Johann Schmitzberger zum Weihbischof zu ernennen, der ihn in der Folge meist vertrat.
Er ist im Wiener Stephansdom begraben.